# El Salvador (Apostolado de Almadrones)
El Salvador  es una obra atribuida a El Greco que formaba parte del llamado Apostolado de Almadrones, una serie de lienzos hallados en la iglesia de Almadrones, en Guadalajara. Actualmente forma parte de las colecciones del Museo Nacional del Prado en Madrid, España. Consta con el número 186 en el catálogo razonado realizado por el profesor e historiador del arte Harold Wethey, especializado en El Greco.

## Análisis de la obra
- Pintura al óleo sobre lienzo; 72 x 55 cm; realizada circa 1608-1614.
- Obra de taller según Harold Wethey, Soehner y otros autores. Obra autógrafa del Greco según José Camón Aznar.[2]

Cristo, como Salvator Mundi, es representado casi de frente, ligeramente girado hacia la derecha. Bendice con su mano derecha, y apoya la otra mano sobre la Bola del Mundo, con los dedos doblados en posición frontal. Alrededor de su cabeza hay un nimbo romboidal. Viste una túnica carmín, pero no lleva manto. Esta ausencia de manto y la postura casi frontal, distinguen esta obra de los ejemplares de otros Apostolados del Greco. La menor dimensión de este lienzo, comparada con las de otros ejemplares, hace que la Bola del Mundo aparezca más alzada, tanto en relación con el Apostolado del Museo del Greco como con el Apostolado de la Catedral de Toledo.